# 敬鵬工業平鎮廠火災
敬鵬工業平鎮廠火災是指在2018年4月28日，位於台灣桃園市平鎮區的敬鵬工業平鎮三廠的工業火災。火勢起於晚間9時26分，4分鐘後桃園市政府消防局接獲報案，桃園市政府消防局第四救災救護大隊山峰分隊代理分隊長蘇文遠率隊最先趕到現場並暫時兼任現場指揮官，並下令進入廠區救援，隨後桃園市政府消防局救災救護指揮中心調度48輛各式消防車輛、244名消防隊員至現場支援灌救，9時45分火警升為三級。晚間9時53分廠房內突然發生爆炸，指揮官立即呼叫廠內9名消防隊員緊急撤離，惟僅2名順利脫困，另7名消防隊員失聯，11時火警進一步升為四級。最終造成6名消防隊員殉職，1名消防隊員重傷，2名泰國籍移工死亡。廠房內存有大量柴油及腐蝕性化學物質，火勢在4月30日下午2時被撲滅。災後續釀地方污染。

## 事件始末
事故發生於臺灣時間4月28日晚上9時26分，位於桃園市平鎮區的敬鵬印刷電路板工廠因不明原因起火，因存放2000公升柴油，再加上存放大量化學藥劑，導致火勢一發不可收拾。桃園市政府消防局動員28輛消防車、2輛救護車前往救災。火舌迅速向廠房兩旁竄出、一路延燒到5樓，由於現場火勢猛烈，加上全面燃燒，警消為防止火勢蔓延，緊急布置水線灌救，並清查工廠留守員工人數，近10點左右發現2名員工疑似失聯，但廠方並不確定員工是否仍在火場。在火勢持續40小時後被撲滅。

## 殉職人員名單
- 粗體字為小隊長

| 姓名   | 年齡 | 分隊 |
| ------ | ---- | ---- |
| 李翰霖 | 44   | 平鎮 |
| 游曜陽 | 47   | 埔心 |
| 林伯庭 | 22   | 山峰 |
| 余佳昇 | 27   | 山峰 |
| 游博瑜 | 24   | 山峰 |
| 林尉熙 | 22   | 平鎮 |

## 未來策進作為
內政部消防署於107年4月28日，公告桃園市敬鵬工廠火災全方位檢討策進專案報告，具體內容提及本案火災調查所有資料都要透明公開調查，包括救災過程、火災延燒分析、工廠公共安全管理、初期應變作為等，找出任何可能的錯誤或疏失，借鏡本案經驗，精進未來救災作為、公共安全管理及輔導廠商自主防災。此次桃園市平鎮區敬鵬公司火災，不幸造成 6 名英勇消防人員因公殉職，經內政部全面檢視，提出策進措施如下：
(一)提升消防人員救災安全及指揮作業
(二)救災資訊整合與揭露
(三)強化公共安全與工廠自主防災
本專案報告也指出，邇來台灣工商業繁榮，社會進步快速，人口呈區域性大量集 中，加以地小人稠及人民對生活需求多樣化，建築物多朝複合 性使用趨勢，其結構高層化與地下化、面積大型化、使用多元 化、居住集中化，工業生產產品及原料多元化及複雜化，建築物存放物品大量化，種種因素致使現代化火災型態及火災問題 愈趨嚴重複雜，火災猛烈程度更甚以往，火災狀況更是多元而變化迅速，已大大不同於往昔單純火災狀況。火災發生逐漸朝 向單一火災事件即造成多人受傷或死亡趨勢，甚至是消防人員 之傷亡，不僅對社會資源形成無謂浪費，更造成許多家庭難以彌補之悲痛。
加強工廠場所安全管理(公安、勞安、消安)，輔導工廠 自主防災，透過自助、互助、公助之概念，強化廠商本身抗災、 防災能力，減少災害(火災)發生的強度及影響範圍，進而降低 公部門(消防單位及其他政府救災資源)投入救災之風險，方為防救災害之不二法門。未來本部(消防署)將持續與相關機關合 作，協助各地方政府強化廠商公共安全管理，持續辦理消防人員教育訓練，精進救災安全管理，期全面而有效減少廠商災害 損失，並避免消防人員傷亡。

## 另見
- 台北林森錢櫃大火
- 桃園市新屋保齡球館火災